# 米爾科·瓦爾迪菲奥里
米爾科·瓦爾迪菲奥里（義大利語：Mirko Valdifiori；1986年4月21日—）是一位意大利足球運動員。在場上的位置是中場。他現在效力於意大利足球甲級聯賽球隊史帕爾。他是在2008年6月轉會恩波利的。